# Герб Того
Герб Республіки Того складається з срібного щита овальної форми з зеленим краєм. У щиті зображено два притулені червоні леви, між якими, посередині золотого щита на золотому тлі абревіатура «Республіка Того», на яку опираються два притулені прапори і над ними стрічка з девізом країни. Герб був прийнятий 14 березня 1962 року.
Вони тримають лук і стрілу - традиційну зброю битви, щоб показати, що справжня свобода тоголезького народу в його руках, і що його сила полягає, перш за все, в його власних традиціях. Притулені леви, які стоять на задніх ногах - висловлюють пильність тоголезького народу в охороні своєї незалежності з ранку до вечора.
На стрічці напис («Єдність, Мир, Солідарність»), більш ранній варіант був - (Робота, Свобода, Батьківщина).